# Ángel de Julián
de Julián  Vázquez est un nom espagnol. Le premier nom de famille, en général paternel, est de Julián ; le second, en général maternel, souvent omis, est Vázquez.
Ángel de Julián Vázquez est un coureur cycliste espagnol, né le 6 mai 1993 à Aguilar de Campoo.

## Biographie
En 2009, Ángel de Julián devient champion d'Espagne sur route dans la catégorie cadets (moins de 17 ans). Il court ensuite dans divers clubs espagnols chez les juniors (moins de 19 ans) et espoirs (moins de 23 ans).
Il intègre l'équipe philippine 7 Eleven Road Bike Philippines en juillet 2014. Lors de la fin de saison, il se distingue en obtenant diverses places d'honneur au Tour de l'Ijen puis au Sharjah International Cycling Tour. L'année suivante, il termine cinquième et meilleur jeune du Sharjah International Cycling Tour, sous les couleurs de la formation Kuwait Cycling Project. 
Il redescend définitivement chez les amateurs à partir de 2016, au CC Rías Baixas. Bon sprinteur, il s'impose à plusieurs reprises sur des courses régionales en Espagne.

## Palmarès
- 2009
  -  Champion d'Espagne sur route cadets
- 2015
  - Trofeo Ferias y Fiestas
  - 2e du Trofeo San Juan y San Pedro
- 2016
  - Trophée Castille-et-León
  - Trofeo Olías Industrial
  - Semana Burgalesa de Ciclismo
  - Trofeo Ferias y Fiestas
  - Carrera del Pavo
- 2017
  - 2e du Mémorial Manuel Sanroma

## Classements mondiaux
| Année         | 2015 |
| ------------- | ---- |
| UCI Asia Tour | 212e |